# Kovačke
Kovačke (Zeiformes), red morskih riba iz razreda zrakoperki ili Actinopterygii. Najpoznatiji među njima je šanpjer ili Zeus faber čije meso glasi kao specijalitet.
Red obuhvaća šest porodica: 
- Cyttidae,
- Grammicolepididae, pravoljupke
- Oreosomatidae, planinarice
- Parazenidae, parazenke
- Zeidae, kovači i
- Zenionidae.

Ponekad se u nju svrstava i porodica Caproidae koja ima i karakteristika riba uz reda perciformes. 
- Cyttus traversi